# Матвеевка (Чигиринский район)
Матвее́вка (укр. Матвії́вка) — село в Чигиринском районе Черкасской области Украины.
Население по переписи 2001 года составляло 675 человек. Занимает площадь 3,36 км². Почтовый индекс — 20941. Телефонный код — 4730.

## Местный совет
20941, Черкасская обл., Чигиринский р-н, с. Матвеевка